# Recopa Sudamericana 2016
La Recopa Sudamericana 2016, denominada por motivos comerciales Recopa Santander Sudamericana 2016, fue la vigésimo cuarta edición del torneo organizado por la Confederación Sudamericana de Fútbol, que enfrenta anualmente al campeón de la Copa Libertadores de América con el campeón de la Copa Sudamericana.
Enfrentó a River Plate de Argentina, vencedor de la Copa Libertadores 2015, contra Independiente Santa Fe de Colombia, ganador de la Copa Sudamericana 2015. Los equipos se vieron las caras en dos partidos jugados los días 18 y 25 de agosto de 2016, en El Campín de Bogotá y el Estadio Monumental de Buenos Aires, respectivamente. River Plate consiguió consagrarse campeón al igual que en la edición anterior, después de ganar la serie con un global de 2-1, y logró así su segundo título en el certamen.

## Equipos participantes
|  | River Plate            |  | Bandera de Argentina |  | Campeón de la Copa Libertadores (2015) |
|  | Independiente Santa Fe |  | Bandera de Colombia  |  | Campeón de la Copa Sudamericana (2015) |

## Sedes
| Bogotá                         | Buenos Aires                   |
| ------------------------------ | ------------------------------ |
| Estadio El Campín              | Estadio Monumental             |
| Capacidad: 36 343 espectadores | Capacidad: 61 688 espectadores |
|                                |                                |

## Resultados
| Bandera de Argentina | vs. | Bandera de Colombia        |
| River Plate 0 2      | vs. | Independiente Santa Fe 0 1 |

### Partido de ida
| 18 de agosto de 2016, 19:45 (UTC-5) | Independiente Santa Fe | 0:0     | River Plate | Estadio El Campín, Bogotá                                  |                                                            |
|                                     |                        | Reporte |             | Asistencia: 18 868 espectadores Árbitro(s): Wilton Sampaio | Asistencia: 18 868 espectadores Árbitro(s): Wilton Sampaio |

| 1          | Guardameta     | Róbinson Zapata   |     |
| 27         | Defensa        | Carlos Arboleda   |     |
| 6          | Defensa        | William Tesillo   |     |
| 2          | Defensa        | Horacio Salaberry |     |
| 29         | Defensa        | Dairon Mosquera   |     |
| 30         | Centrocampista | Yeison Gordillo   |     |
| 23         | Centrocampista | Cristian Borja    | 57' |
| 17         | Centrocampista | Juan Daniel Roa   |     |
| 10         | Centrocampista | Omar Pérez        | 71' |
| 11         | Delantero      | Jonathan Gómez    |     |
| 24         | Delantero      | Humberto Osorio   | 84' |
| Entrenador | Entrenador     | Gustavo Costas    |     |

| 1          | Guardameta     | Augusto Batalla     |     |
| 4          | Defensa        | Jorge Moreira       |     |
| 2          | Defensa        | Jonatan Maidana     |     |
| 3          | Defensa        | Arturo Mina         |     |
| 20         | Defensa        | Milton Casco        |     |
| 23         | Centrocampista | Leonardo Ponzio     |     |
| 8          | Centrocampista | Ignacio Fernández   |     |
| 10         | Centrocampista | Gonzalo Martínez    |     |
| 22         | Centrocampista | Andrés D'Alessandro | 63' |
| 11         | Delantero      | Sebastián Driussi   | 62' |
| 13         | Delantero      | Lucas Alario        | 81' |
| Entrenador | Entrenador     | Marcelo Gallardo    |     |

| 22 | Guardameta     | Leandro Castellanos    |     |
| 19 | Defensa        | Javier López Rodríguez |     |
| 5  | Centrocampista | Yulián Anchico         |     |
| 14 | Centrocampista | Baldomero Perlaza      |     |
| 20 | Centrocampista | Kevin Salazar          | 84' |
| 9  | Delantero      | Juan Falcón            | 71' |
| 21 | Delantero      | Joao Rodríguez         | 57' |

| 25 | Guardameta     | Enrique Bologna |     |
| 24 | Defensa        | Gonzalo Montiel |     |
| 5  | Centrocampista | Nicolás Domingo |     |
| 17 | Centrocampista | Tomás Andrade   | 63' |
| 18 | Centrocampista | Camilo Mayada   |     |
| 7  | Delantero      | Rodrigo Mora    | 62' |
| 19 | Delantero      | Iván Alonso     | 81' |

| Amonestado | 44' | Yeison Gordillo |
| Amonestado | 67' | Dairon Mosquera |

| Amonestado | 51' | Arturo Mina     |
| Amonestado | 82' | Jonatan Maidana |

| Árbitro             | Wilton Sampaio   |
| Árbitros asistentes | Kléber Lúcio Gil |
| Árbitros asistentes | Bruno Boschilia  |
| Cuarto árbitro      | Raphael Claus    |

| 1          | Guardameta     | Róbinson Zapata   |     |
| 27         | Defensa        | Carlos Arboleda   |     |
| 6          | Defensa        | William Tesillo   |     |
| 2          | Defensa        | Horacio Salaberry |     |
| 29         | Defensa        | Dairon Mosquera   |     |
| 30         | Centrocampista | Yeison Gordillo   |     |
| 23         | Centrocampista | Cristian Borja    | 57' |
| 17         | Centrocampista | Juan Daniel Roa   |     |
| 10         | Centrocampista | Omar Pérez        | 71' |
| 11         | Delantero      | Jonathan Gómez    |     |
| 24         | Delantero      | Humberto Osorio   | 84' |
| Entrenador | Entrenador     | Gustavo Costas    |     |

| 1          | Guardameta     | Augusto Batalla     |     |
| 4          | Defensa        | Jorge Moreira       |     |
| 2          | Defensa        | Jonatan Maidana     |     |
| 3          | Defensa        | Arturo Mina         |     |
| 20         | Defensa        | Milton Casco        |     |
| 23         | Centrocampista | Leonardo Ponzio     |     |
| 8          | Centrocampista | Ignacio Fernández   |     |
| 10         | Centrocampista | Gonzalo Martínez    |     |
| 22         | Centrocampista | Andrés D'Alessandro | 63' |
| 11         | Delantero      | Sebastián Driussi   | 62' |
| 13         | Delantero      | Lucas Alario        | 81' |
| Entrenador | Entrenador     | Marcelo Gallardo    |     |

| 22 | Guardameta     | Leandro Castellanos    |     |
| 19 | Defensa        | Javier López Rodríguez |     |
| 5  | Centrocampista | Yulián Anchico         |     |
| 14 | Centrocampista | Baldomero Perlaza      |     |
| 20 | Centrocampista | Kevin Salazar          | 84' |
| 9  | Delantero      | Juan Falcón            | 71' |
| 21 | Delantero      | Joao Rodríguez         | 57' |

| 25 | Guardameta     | Enrique Bologna |     |
| 24 | Defensa        | Gonzalo Montiel |     |
| 5  | Centrocampista | Nicolás Domingo |     |
| 17 | Centrocampista | Tomás Andrade   | 63' |
| 18 | Centrocampista | Camilo Mayada   |     |
| 7  | Delantero      | Rodrigo Mora    | 62' |
| 19 | Delantero      | Iván Alonso     | 81' |

| Amonestado | 44' | Yeison Gordillo |
| Amonestado | 67' | Dairon Mosquera |

| Amonestado | 51' | Arturo Mina     |
| Amonestado | 82' | Jonatan Maidana |

| Árbitro             | Wilton Sampaio   |
| Árbitros asistentes | Kléber Lúcio Gil |
| Árbitros asistentes | Bruno Boschilia  |
| Cuarto árbitro      | Raphael Claus    |

### Partido de vuelta
| 25 de agosto de 2016, 21:15 (UTC-3) | River Plate             | 2:1 (1:0) | Independiente Santa Fe | Estadio Monumental, Buenos Aires                                 |                                                                  |
|                                     | Driussi 3' · Alario 50' | Reporte   | Salaberry 64'          | Asistencia: 62 000 espectadores Árbitro(s): Víctor Hugo Carrillo | Asistencia: 62 000 espectadores Árbitro(s): Víctor Hugo Carrillo |

| 1          | Guardameta     | Augusto Batalla     |     |
| 4          | Defensa        | Jorge Moreira       |     |
| 2          | Defensa        | Jonatan Maidana     |     |
| 3          | Defensa        | Arturo Mina         |     |
| 20         | Defensa        | Milton Casco        |     |
| 23         | Centrocampista | Leonardo Ponzio     |     |
| 8          | Centrocampista | Ignacio Fernández   |     |
| 10         | Centrocampista | Gonzalo Martínez    | 79' |
| 22         | Centrocampista | Andrés D'Alessandro | 69' |
| 11         | Delantero      | Sebastián Driussi   | 69' |
| 13         | Delantero      | Lucas Alario        |     |
| Entrenador | Entrenador     | Marcelo Gallardo    |     |

| 1          | Guardameta     | Róbinson Zapata   |     |
| 27         | Defensa        | Carlos Arboleda   |     |
| 6          | Defensa        | William Tesillo   |     |
| 2          | Defensa        | Horacio Salaberry |     |
| 29         | Defensa        | Dairon Mosquera   |     |
| 30         | Centrocampista | Yeison Gordillo   |     |
| 2          | Centrocampista | Leonardo Pico     | 60' |
| 17         | Centrocampista | Juan Daniel Roa   |     |
| 10         | Centrocampista | Omar Pérez        | 46' |
| 11         | Delantero      | Jonathan Gómez    |     |
| 24         | Delantero      | Humberto Osorio   |     |
| Entrenador | Entrenador     | Gustavo Costas    |     |

| 25 | Guardameta     | Enrique Bologna  |     |
| 24 | Defensa        | Gonzalo Montiel  |     |
| 5  | Centrocampista | Nicolás Domingo  |     |
| 17 | Centrocampista | Tomás Andrade    | 69' |
| 7  | Delantero      | Rodrigo Mora     | 79' |
| 9  | Delantero      | Marcelo Larrondo |     |
| 19 | Delantero      | Iván Alonso      | 69' |

| 22 | Guardameta     | Leandro Castellanos    |     |
| 7  | Defensa        | Leyvin Balanta         |     |
| 19 | Defensa        | Javier López Rodríguez |     |
| 5  | Centrocampista | Yulián Anchico         |     |
| 14 | Centrocampista | Baldomero Perlaza      |     |
| 20 | Centrocampista | Kevin Salazar          | 46' |
| 9  | Delantero      | Juan Falcón            | 60' |

| Anotado | 3'  | Sebastián Driussi | 1:0 |
| Anotado | 50' | Lucas Alario      | 2:0 |

| Anotado | 64' | Horacio Salaberry | 2:1 |

| Amonestado | 9'  | Milton Casco     |
| Amonestado | 74' | Gonzalo Martínez |

| Amonestado | 14' | Yeison Gordillo |
| Amonestado | 67' | Juan Falcón     |

| Árbitro             | Víctor Hugo Carrillo |
| Árbitros asistentes | Jonny Bossio         |
| Árbitros asistentes | Coty Carrera         |
| Cuarto Árbitro      | Miguel Santiváñez    |

| 1          | Guardameta     | Augusto Batalla     |     |
| 4          | Defensa        | Jorge Moreira       |     |
| 2          | Defensa        | Jonatan Maidana     |     |
| 3          | Defensa        | Arturo Mina         |     |
| 20         | Defensa        | Milton Casco        |     |
| 23         | Centrocampista | Leonardo Ponzio     |     |
| 8          | Centrocampista | Ignacio Fernández   |     |
| 10         | Centrocampista | Gonzalo Martínez    | 79' |
| 22         | Centrocampista | Andrés D'Alessandro | 69' |
| 11         | Delantero      | Sebastián Driussi   | 69' |
| 13         | Delantero      | Lucas Alario        |     |
| Entrenador | Entrenador     | Marcelo Gallardo    |     |

| 1          | Guardameta     | Róbinson Zapata   |     |
| 27         | Defensa        | Carlos Arboleda   |     |
| 6          | Defensa        | William Tesillo   |     |
| 2          | Defensa        | Horacio Salaberry |     |
| 29         | Defensa        | Dairon Mosquera   |     |
| 30         | Centrocampista | Yeison Gordillo   |     |
| 2          | Centrocampista | Leonardo Pico     | 60' |
| 17         | Centrocampista | Juan Daniel Roa   |     |
| 10         | Centrocampista | Omar Pérez        | 46' |
| 11         | Delantero      | Jonathan Gómez    |     |
| 24         | Delantero      | Humberto Osorio   |     |
| Entrenador | Entrenador     | Gustavo Costas    |     |

| 25 | Guardameta     | Enrique Bologna  |     |
| 24 | Defensa        | Gonzalo Montiel  |     |
| 5  | Centrocampista | Nicolás Domingo  |     |
| 17 | Centrocampista | Tomás Andrade    | 69' |
| 7  | Delantero      | Rodrigo Mora     | 79' |
| 9  | Delantero      | Marcelo Larrondo |     |
| 19 | Delantero      | Iván Alonso      | 69' |

| 22 | Guardameta     | Leandro Castellanos    |     |
| 7  | Defensa        | Leyvin Balanta         |     |
| 19 | Defensa        | Javier López Rodríguez |     |
| 5  | Centrocampista | Yulián Anchico         |     |
| 14 | Centrocampista | Baldomero Perlaza      |     |
| 20 | Centrocampista | Kevin Salazar          | 46' |
| 9  | Delantero      | Juan Falcón            | 60' |

| Anotado | 3'  | Sebastián Driussi | 1:0 |
| Anotado | 50' | Lucas Alario      | 2:0 |

| Anotado | 64' | Horacio Salaberry | 2:1 |

| Amonestado | 9'  | Milton Casco     |
| Amonestado | 74' | Gonzalo Martínez |

| Amonestado | 14' | Yeison Gordillo |
| Amonestado | 67' | Juan Falcón     |

| Árbitro             | Víctor Hugo Carrillo |
| Árbitros asistentes | Jonny Bossio         |
| Árbitros asistentes | Coty Carrera         |
| Cuarto Árbitro      | Miguel Santiváñez    |

|                                |
| Bandera de Argentina           |
| Campeón River Plate 2.º título |